# Cryptachaea alacris
Cryptachaea alacris là một loài nhện trong họ Theridiidae.
Loài này thuộc chi Cryptachaea. Cryptachaea alacris được Eugen von Keyserling miêu tả năm 1884.